# Disputatio philosophica de mente humana
A Disputatio philosophica de mente humana, magyarul Filozófiai értekezés az emberi értelemről Apáczai Csere János (1625–1659) erdélyi pedagógus, filozófus, református teológus 1658-ban Váradon kiadott filozófiai munkája, karteziánus metafizikai vitairat.

## Keletkezése
A könyv címlapja szerint az Apáczai által írt vitairatot akkor írta, amikor a kolozsvári református iskola vezetője volt, és téziseit tanítványainak egyike, Fogarasi Mátyás védte meg egy nyilvános disputáció során. A negyedrét alakú füzet nyolc számozatlan lapból áll, ennek tizennégy oldalán olvashatóak a tételek.

## Tartalma
Apáczai értekezése fontos betekintést nyújt karteziánus ismeretelméleti eszmeiségébe, annak fejlődésébe. A vitairatban egykori utrechti tanára, Henricus Regius 1654-ben publikált elméletével száll szembe, mely szerint a lélek (és a gondolkodás) a testtől el nem különíthető, annak csupán módusza (járulékos része), a gondolkodás pusztán mechanikai értelemben is megragadható mozgás. Úgy vélte, hogy maga az ember a szubsztancia, amelynek megvannak a különféle attribútumai: a test, a lélek, az életerő, az értelem stb. Bár maga Regius szintén karteziánus, Descartes egyik legkedvesebb tanítványa volt, ez a tétele a test–lélek probléma Descartes-féle dualista megoldását vitatta, amely szerint a „kiterjedt dolog” (res extensa, a test) és a „gondolkodó dolog” (res cogitans, a lélek) egymástól élesen elkülönítendő és független szubsztanciák. Regius elmélete teológiai szempontból sem volt veszélytelen, hiszen természetszerűleg magában hordozta azt a materialista következtetést, hogy amennyiben a lélek, az elme a test módusza, úgy a test halálával maga is elenyészik. A Disputatio philosophica de mente humana lapjain Apáczai Regiusszal vitázva Descartes dualista szemléletét veszi védelmébe. Okfejtése elsősorban azon a descartes-i tételen alapul, hogy az emberi elme, a gondolkodás tisztán és világosan („clare et distincte”) létezőként felismerhető „dolog”, vagyis elkülönülő szubsztancia. További indoklásában amellett érvelt, hogy a test romlandó és idővel részeire hullik, az elme ellenben nem bontható részekre, és idővel – újabb és újabb észrevételekkel, ítéletekkel stb. gazdagodva – ereje növekedik. A test és a lélek nem lehetnek ugyanazon regiusi szubsztancia, az ember attribútumai, hiszen az egyik attribútum, az értelem független a másik attribútum, a test milyenségétől, az Isten és az angyalok lelke teljességgel testetlen, az állatok testében pedig nem lakozik lélek és értelem. Ha test és lélek ugyanazon szubsztancia móduszai lennének, ugyanazokkal a minőségekkel rendelkeznének, márpedig az értelem nem lehet magas vagy gömbölyű, ahogy a test sem szemlélő vagy tagadó. Az ember tehát, szögezte le Apáczai, két elkülönítendő szubsztancia, a test és a lélek egyesülésének eredménye. Ezt az is igazolja, tette hozzá, hogy bár a lélek, az értelem mozgásra bírja a testet, a testnek semminemű hatása nincs az értelemre. Utóbbi megjegyzése azért is különös, mert Regius, saját álláspontját támogatandó, írásában megemlítette tagadhatatlanul helytálló élettani megfigyeléseit: az elaggott vagy megbetegedett ember szellemi hanyatlását.
Összességében a Disputatio philosophica de mente humana igazolja Apáczai elmélyülését a karteziánus tanokban, egyszersmind jelzi gondolkodásának kettősségét és korlátait is: a descartes-i szellemiséget üdvözítő és befogadó, de formális elemeinek továbbgondolásától elzárkózó, a skolasztikus teológiától elszakadni nem képes gondolkodót.